# Jevon Francis
Jevon Kurtney Francis (ur. 29 maja 1983) – piłkarz z Saint Kitts i Nevis występujący na pozycji napastnika, obecnie zawodnik gujańskiego Alpha United.

## Kariera klubowa
Francis rozpoczynał swoją karierę piłkarską w zespole Village Superstars FC z siedzibą w stołecznym mieście Basseterre. Już w swoim debiutanckim sezonie, 2002/2003, wywalczył z nim mistrzostwo Saint Kitts i Nevis, szybko zostając podstawowym graczem drużyny. W kolejnych rozgrywkach, 2003/2004, osiągnął z Superstars tytuł wicemistrzowski, natomiast w dwóch następnych sezonach, 2004/2005 i 2005/2006, odpowiednio po raz drugi i trzeci zdobywał mistrzostwo kraju. W rozgrywkach 2006/2007 i 2007/2008 jego ekipa ponownie straciła tytuł najlepszego klubu na Saint Kitts i Nevis, kiedy to zajmowała drugie miejsce w lidze, zaraz za Newtown United.
W 2009 roku Francis podpisał umowę z mjanmańskim zespołem Southern Myanmar United FC, występującego w Myanmar National League. Występował w nim przez kolejne dwa lata, jednak nie zdołał odnieść żadnych sukcesów zarówno na arenie międzynarodowej, jak i w rozgrywkach ligowych. W 2011 roku powrócił w okolice Karaibów, zostając graczem gujańskiego Alpha United FC. Z tym zespołem w sezonie 2011/2012 wziął udział w Lidze Mistrzów CONCACAF, nie kwalifikując się jednak do fazy grupowej.

## Kariera reprezentacyjna
W seniorskiej reprezentacji Saint Kitts i Nevis Francis zadebiutował 21 marca 2000 w wygranym 6:0 spotkaniu z Turks i Caicos w ramach eliminacji do Mistrzostw Świata 2002, na które jego drużyna ostatecznie się nie zakwalifikowała. Pierwszego gola w kadrze narodowej strzelił w 2003 roku. Kilka lat później, podczas eliminacji do Mistrzostw Świata 2006, piłkarze z Saint Kitts i Nevis zdołali awansować do rundy półfinałowej, jednak ponownie nie dostali się na mundial. Sam Francis rozegrał wówczas sześć spotkań, natomiast w eliminacjach do Mistrzostw Świata 2010 dwa, lecz jego kadra nie awansowała na światowy czempionat po raz kolejny. Z takim samym skutkiem zakończyły się dla Saint Kitts i Nevis eliminacje do Mistrzostw Świata 2014, w których Francis wystąpił w czterech pojedynkach i w wygranej 4:2 konfrontacji z Saint Lucia.